# Ophiothrix petersi
Ophiothrix petersi är en ormstjärneart som beskrevs av Studer 1882. Ophiothrix petersi ingår i släktet Ophiothrix och familjen Ophiothrichidae. Inga underarter finns listade i Catalogue of Life.